# Dargaard
Dargaard е нео-класическа даркуейв група от Австрия. Музиката им, в по-голямата си част мрачна и меланхолична, представя много фолклорни мотиви със симфонични оркестрации, възпроизведени чрез синтезатор.

## История
Групата е създадена от Тарен (истинското му име не е известно) през 1997. Преди това той е учатвал в някои блек метъл групи като Abigor и Amestigon, а така също и в Dominion III. Идеята за Dargaard се ражда от желанието на Тарен да се отдалечи от блек метъла и да изрази себе си чрез класическата музика. Към него се присъединява и вокалистката Елизабет Торизер, изветна със записите си с като Dominion III и Antichrisis. Тя бързо прекъсва работата си с вторите (Antichrisis), тъй като не споделя концепцията им за музиката.
Тарен, композираш музиката и Елизабет, композираща вокалните части, издават първия си албум „Eternity Rites“ през октомври 1998. Албумът се оказва успешен сред почитатеите както на метъла, така и на даркуейв музиката.
През август, същата година, започват записите си на втория албум – „In Nomine Aeternitatis“. Албумът излиза на 3 юни 2000, и се оказва също толкова успешен, колкото предходния. Следват албумите „Dissolution of Eternity“ (юни, 2001) и „Rise and Fall“ (март, 2004), с които групата затвърждава и доразвива изградения си вече музикален стил – мрачни мелодии, комбинирани с фолклор и симфонични оркестрации.

## Дискография
- Eternity Rites – 1998
- In Nomine Aeternitatis – 2000
- Dissolution of Eternity – 2001
- Rise And Fall – 2004